# Fair to Midland
Fair to Midland foi uma banda norte-americana de metal alternativo formada em 1998 na cidade de Sulphur Springs, Texas.
A banda fez parte do selo Serjical Strike, do líder do System Of A Down, Serj Tankian. Tankian foi produtor executivo no álbum "Fables Of A Mayfly: What I Tell You Three Times Is True".
Fair to Midland encerrou as atividades em 2013.

## Integrantes

### Formação atual
- Darroh Sudderth – vocal, banjo, bandolim, megafone e baixo
- Cliff Campbell – guitarra
- Brett Stowers – percussão e bateria
- Matt Langley – teclado
- Jon Dicken – baixo

### Ex-membros
- Nathin Seals – baixo
- Jason Pintler – bateria

## Discografia
Álbuns de estúdio
- 2001: The Carbon Copy Silver Lining
- 2004: inter.funda.stifle
- 2007: Fables from a Mayfly: What I Tell You Three Times Is True
- 2011: Arrows and Anchors

EP
- 2006: The Drawn and Quartered EP

Singles
- 2007: "Dance of the Manatee"
- 2007: "Tall Tales Taste Like Sour Grapes"